# 松本情報工科専門学校
松本情報工科専門学校（まつもとじょうほうこうかせんもんがっこう）とは、長野県松本市城西にある自動車、情報システム、スポーツバイシクルに関する専修学校。学校法人未来学舎が運営。一般社団法人全国専門学校教育研究会加盟校。2012年、松本情報工科専門学校に改称。

## 沿革
- 1986年10月 学校法人未来学舎の設置認可。
- 2006年 2月 松本国際工科専門学校と開設。
- 2007年 2月 自動車整備学科が専門士の称号が付与できる専修学校の専門課程として認可。
- 2012年 4月 松本情報工科専門学校に改称。
- 2012年 4月 専門学校未来ビジネスカレッジより、情報システム学科を編入・改組。
- 2013年 1月 情報システム学科が専門士の称号が付与できる専修学校の専門課程として認可。
- 2019年 4月 スポーツバイシクル学科を開設。
- 2020年 2月 スポーツバイシクル学科が専門士の称号が付与できる専修学校の専門課程として認可。

## 所在地
長野県松本市城西1-7-1

## 設置学科
- 工業専門課程
  - 自動車整備学科
  - 情報システム学科
  - スポーツバイシクル学科